# Kirkham (Lancashire)
Kirkham est une ville et une paroisse civile du Lancashire, en Angleterre.